# گیرنده ۷ سروتونین
گیرنده ۷ سروتونین (انگلیسی: 5-HT7 receptor) یکی از اعضای اَبَرخانوادهٔ گیرنده جفت‌شونده با پروتئین جی از گیرنده‌های سطحی سلول است که توسطِ پیام‌رسان عصبی «سروتونین» (۵-هیدروکسی‌تریپتامین) فعال می‌شود. این گیرنده به Gs متصل می‌شود (تولید آدنوزین مونوفسفات حلقه‌ای را که یک مولکول پیام‌رسان داخل‌سلولی است را تحریک می‌کند) و در بافت‌های گوناگون بدن به‌ویژه در مغز، لوله گوارش و رگ‌های خونی یافت می‌شود. گیرنده ۷ سروتونین یکی از اهداف ساخت دارو برای برخی بیماری‌ها بوده‌است. در انسان توسط ژن «HTR7» کُدگذاری می‌شود و نسخهٔ مختلف از آن قابل ترجمه و ساخت است.

## عملکرد
گیرنده ۷ سروتونین در شل‌شدگی ماهیچه‌های صاف دیوارهٔ رگ‌ها لوله گوارشی نقش دارد. بیشترین تراکم این گیرنده در تالاموس و هیپوتالاموس و سپس در هیپوکامپ و قشر مغز دیده می‌شود. گیرنده ۷ سروتونین در تنظیم دمایی، ساعت زیستی، یادگیری، حافظه و خواب دخالت دارد و به نظر می‌رسد که در کنترل خلق هم نقش داشته باشد و در نتیجه شاید یکی از اهداف درمان دارویی برای اختلال افسردگی عمده باشد.

## گونه‌ها
سه نوع برش دگرسان در ژن تولیدکنندهٔ این گیرنده یه شرح زیر وجود دارد که تنها تفاوت آنها در ریشهٔ کربوکسیل‌شان است.
- h5-HT7(a)
- h5-HT7(b)
- h5-HT7(d)

## اکتشاف
در سال ۱۹۸۳ شواهدی دالِ بر وجود یک گیرندهٔ مشابه با گیرنده ۱ سروتونین به‌دست آمد. ده سال بعد، گیرنده ۷ سروتونین شبیه‌سازی و مشخصاتش توصیف شد. بعدها مشخص شد که آنچه در سال ۱۹۸۳ یافت شده بود، همان گیرنده ۷ سروتونین بوده‌است.

## اهمیت بالینی
ژن تولیدکننده این گیرنده احتمالاً با بروز اوتیسم و برخی اختلالات روان‌پزشکی مرتبط است.

## لیگاندها

### برخیآگونیست‌ها
موجب افزایش آدنوزین مونوفسفات حلقه‌ای (↑cAMP) می‌گردند.
- ۸-هیدروکسی-دی‌پی‌ای‌تی[۱۴]
- آری پیپرازول (آگونیست نسبی ضعیف)[۱۵]
- دی‌متیل‌تریپتامین

### آنتاگونیست‌ها
موجب کاهش آدنوزین مونوفسفات حلقه‌ای (↓cAMP) می‌گردند.
- آمی‌تریپتیلین
- آموکساپین
- کلومیپرامین
- کلوزاپین
- فلوفنازین
- ایمی‌پرامین
- لوکساپین
- لوراسیدون
- ماپروتیلین
- میانسرین
- اُلانزاپین
- پیموزاید
- تری فلوپرازین
- زیپراسیدون

### آنتاگونیست‌هایغیرفعال‌کننده
این داروها، آنتاگونیست‌های غیررقابتی هستند که حساسیت گیرنده را به آگونیست از بین می‌برند و اغلب همچون داروی ریسپریدون، برگشت‌ناپذیر یا شبه برگشت‌ناپذیر هستند.
- بروموکریپتین[۱۹]
- ریسپریدون[۱۸]